# Liste der Baudenkmale in Neuhausen/Spree
In der Liste der Baudenkmale in Neuhausen/Spree sind alle Baudenkmale der brandenburgischen Gemeinde Neuhausen/Spree und ihrer Ortsteile aufgelistet. Grundlage ist die Veröffentlichung der Landesdenkmalliste mit dem Stand vom 31. Dezember 2021. Die Bodendenkmale sind in der Liste der Bodendenkmale in Neuhausen/Spree aufgeführt.

## Baudenkmale in den Ortsteilen
In den Spalten befinden sich folgende Informationen:
- ID-Nr.: Die Nummer wird vom Brandenburgischen Landesamt für Denkmalpflege vergeben. Ein Link hinter der Nummer führt zum Eintrag über das Denkmal in der Denkmaldatenbank. In dieser Spalte kann sich zusätzlich das Wort Wikidata befinden, der entsprechende Link führt zu Angaben zu diesem Denkmal bei Wikidata.
- Lage: die Adresse des Denkmales und die geographischen Koordinaten. Link zu einem Kartenansichtstool, um Koordinaten zu setzen. In der Kartenansicht sind Denkmale ohne Koordinaten mit einem roten beziehungsweise orangen Marker dargestellt und können in der Karte gesetzt werden. Denkmale ohne Bild sind mit einem blauen bzw. roten Marker gekennzeichnet, Denkmale mit Bild mit einem grünen beziehungsweise orangen Marker.
- Bezeichnung: Bezeichnung in den offiziellen Listen des Brandenburgischen Landesamtes für Denkmalpflege. Ein Link hinter der Bezeichnung führt zum Wikipedia-Artikel über das Denkmal.
- Beschreibung: die Beschreibung des Denkmales
- Bild: ein Bild des Denkmales und gegebenenfalls einen Link zu weiteren Fotos des Baudenkmals im Medienarchiv Wikimedia Commons

### Bagenz
| ID-Nr.   | Lage                     | Bezeichnung | Beschreibung | Bild |
| -------- | ------------------------ | --- | --- | --- |
| 09125288 | Dorfstraße 16, 17 (Lage) | Herrenhaus mit Wirtschaftsflügel, Park und Gärtnerhaus, Tor zum Park- und Schlossgelände, Anlage und Grundriss des Gutshofs sowie Kubatur der Wirtschaftsgebäude | Das Herrenhaus Bagenz wurde zwischen 1911 und 1914 im Stil des Neobarock anstelle eines alten Gutshauses gebaut. Es hat zwei Geschosse und ein Mansarddach, die Gebäudeecken auf der Parkseite werden von zwei runden Türmen flankiert. Nordöstlich schließt sich ein Wirtschaftsgebäude in ähnlicher Bauausführung mit zwei Rundtürmen an der Nordseite an. | Herrenhaus mit Wirtschaftsflügel, Park und Gärtnerhaus, Tor zum Park- und Schlossgelände, Anlage und Grundriss des Gutshofs sowie Kubatur der Wirtschaftsgebäude |

### Bräsinchen
| ID-Nr.   | Lage   | Bezeichnung                                                       | Beschreibung | Bild           |
| -------- | ------ | ----------------------------------------------------------------- | ------------ | -------------- |
| 09125338 | (Lage) | Grabstätte für sieben Gefallene der Roten Armee, auf dem Friedhof |              | weitere Bilder |

### Drieschnitz
| ID-Nr.   | Lage                | Bezeichnung                | Beschreibung | Bild |
| -------- | ------------------- | -------------------------- | ------------ | ---- |
| 09125029 | Am Golfplatz (Lage) | Sowjetischer Ehrenfriedhof |              | BW   |

### Frauendorf
| ID-Nr.   | Lage                                                                    | Bezeichnung | Beschreibung | Bild |
| -------- | ----------------------------------------------------------------------- | --- | --- | --- |
| 09125960 | Frauendorfer Hauptstraße (Lage)                                         | Kriegerdenkmal | Das Kriegerdenkmal aus Granit wurde im Jahr 1921 in Erinnerung an die im Ersten Weltkrieg gefallenen Soldaten aus Frauendorf aufgestellt. | Kriegerdenkmal |
| 09125431 | Franz-Hitze-Straße 1-4, Frauendorfer Hauptstraße 19, Zur Mühle 6 (Lage) | Gutsanlage, bestehend aus Wirtschaftsgebäude (Hauptstraße 20), Einfriedungen, Obstgärten, Teich, Hundehütte, Park, Eiskeller sowie Wohnhaus (Franz-Hitze-Straße 4) und Baukörperhülle des Wirtschaftsgebäudes (Franz-Hitze-Straße 1-3) mit Einfriedungsmauern und Baukörperhülle des Mühlengebäudes (Zur Mühle) | Die Gutsanlage in Frauendorf entstand Ende des 19. und Anfang des 20. Jahrhunderts unter dem damaligen Besitzer Franz Hitze (1853–1928). Die Gebäude sind überwiegend Ziegelbauten. Das ehemalige zum Gutshof gehörende Herrenhaus wurde 1984 im Zuge der Vorbereitung der Erschließung eines geplanten Tagebaus im Braunkohlefeld Cottbus-Süd gesprengt. Ein ehemaliges Wirtschaftsgebäude wurde in den 1950er oder 1960er Jahren umgebaut und wird heute als Feuerwehrhaus der Freiwilligen Feuerwehr genutzt. Im Gutspark befinden sich ein sechseckiger Gartenpavillon sowie das 1928 angelegte Mausoleum der Familie Hitze. | Gutsanlage, bestehend aus Wirtschaftsgebäude (Hauptstraße 20), Einfriedungen, Obstgärten, Teich, Hundehütte, Park, Eiskeller sowie Wohnhaus (Franz-Hitze-Straße 4) und Baukörperhülle des Wirtschaftsgebäudes (Franz-Hitze-Straße 1-3) mit Einfriedungsmauern und Baukörperhülle des Mühlengebäudes (Zur Mühle) |

### Groß Döbbern(Wjelike Dobrynje)
| ID-Nr.   | Lage                      | Bezeichnung                                                                  | Beschreibung | Bild           |
| -------- | ------------------------- | ---------------------------------------------------------------------------- | --- | -------------- |
| 09125972 | Buckower Straße 27 (Lage) | Scheune                                                                      | | weitere Bilder |
| 09125127 | Pücklerweg 1 (Lage)       | Pfarrhaus                                                                    | Das Pfarrhaus wurde 1785 errichtet und 1818 von Hermann von Pückler-Muskau umgebaut. Ab 2005 wurde mit der schrittweisen Sanierung des Gebäudes begonnen. | weitere Bilder |
| 09125489 | Pücklerweg 2 (Lage)       | Schulhaus und Nebengebäude                                                   | Das Schulhaus wurde im Jahr 1903 gebaut. | weitere Bilder |
| 09125128 | Pücklerweg 3 (Lage)       | Dorfkirche mit Kirchhofsmauer und Erbbegräbnis Spitzner sowie Kriegerdenkmal | Die Kirche wurde im 16. Jahrhundert als Feldsteinbau errichtet und im Jahr 1818 umgebaut. Dabei erhielt das Gebäude den heutigen Dachturm, ebenfalls um diese Zeit wurde der Kirchhof eingefriedet. Die Dorfkirche Groß Döbbern ist bereits seit langem eine Filialkirche von Klein Döbbern. | weitere Bilder |
| 09125389 | Ringstraße 54 (Lage)      | Wohnhaus                                                                     | | weitere Bilder |

### Groß Oßnig
| ID-Nr.   | Lage                         | Bezeichnung                                   | Beschreibung | Bild           |
| -------- | ---------------------------- | --------------------------------------------- | --- | -------------- |
| 09125452 | Oßniger Dorfstraße 3 (Lage)  | Dorfkirche mit Glockenturm und Kriegerdenkmal | Die Dorfkirche Groß Oßnig entstand im 15. Jahrhundert. Ab 1720 wurde die Kirche unter anderem durch den Einbau rundbogiger Fenster dem Barockstil angeglichen. Gegen Ende des Zweiten Weltkrieges wurde die Kirche durch einen Brand zerstört. Der Wiederaufbau wurde etwa 1955 abgeschlossen. Der Kirchturm wurde dabei nicht neu gebaut, stattdessen entstand neben dem Gebäude ein hölzerner Glockenturm. Dieser wurde in den Jahren 2021 und 2022 restauriert. | weitere Bilder |
| 09125133 | Oßniger Dorfstraße 25 (Lage) | Wohnhaus                                      | Das Umgebindehaus ist Inschriftlich auf den Zeitraum zwischen 1814 und 1817 zu datieren. | weitere Bilder |

### Haasow(Hažow)
| ID-Nr.   | Lage                 | Bezeichnung                | Beschreibung | Bild                       |
| -------- | -------------------- | -------------------------- | ------------ | -------------------------- |
| 09125187 | Am Sportplatz (Lage) | Sowjetischer Ehrenfriedhof |              | Sowjetischer Ehrenfriedhof |

### Kahsel
| ID-Nr.   | Lage                | Bezeichnung                | Beschreibung | Bild           |
| -------- | ------------------- | -------------------------- | --- | -------------- |
| 09125036 | Hornower Weg (Lage) | Sowjetischer Ehrenfriedhof | | BW             |
| 09125294 | Schlossweg 1 (Lage) | Schloss mit Park           | Das Schloss Kahsel wurde im 18. Jahrhundert als zweigeschossiger Putzbau errichtet und im 19. Jahrhundert im Stil des Klassizismus überformt. Kurz nach der Wiedervereinigung wurde das Schloss teilsaniert. Es wird heute vom örtlichen Kindergarten genutzt. | weitere Bilder |

### Kathlow
| ID-Nr.   | Lage              | Bezeichnung | Beschreibung | Bild |
| -------- | ----------------- | ----------- | ------------ | ---- |
| 09125334 | Schulweg 1 (Lage) | Landschule  |              | BW   |

### Klein Döbbern
| ID-Nr.   | Lage                | Bezeichnung | Beschreibung | Bild           |
| -------- | ------------------- | ----------- | --- | -------------- |
| 09125200 | Kirchstraße (Lage)  | Dorfkirche  | Die evangelische Kirche wurde Ende des 13. Jahrhunderts erbaut. Um 1680 wurde die Kirche verlängert. Der Turm kam 1794/1795 hinzu. Im Jahre 1945 wurde die Kirche zerstört und 1950 bis 1951 wieder aufgebaut. | weitere Bilder |
| 09125201 | Dorfanger 25 (Lage) | Wohnhaus    | Das Umgebindehaus ist ein Bau aus dem Jahr 1816. Das giebelstände Haus wurde in den 2010er Jahren saniert. | weitere Bilder |

### Komptendorf
| ID-Nr.   | Lage                               | Bezeichnung                        | Beschreibung | Bild           |
| -------- | ---------------------------------- | ---------------------------------- | --- | -------------- |
| 09125215 | Komptendorfer Dorfstraße (Lage)    | Dorfkirche                         | Die Dorfkirche in Komptendorf ist ein gotischer Bau aus Feld- und Raseneisensteinen aus dem 15. Jahrhundert. Der Kirchturm wurde im 16. Jahrhundert mit einem umlaufenden Zinnenkranz bekrönt. Die Ostwand hat einen viergeschossigen Staffelgiebel. | weitere Bilder |
| 09125216 | Komptendorfer Dorfstraße 13 (Lage) | Gutshaus mit Landschaftspark       | Das Gutshaus Komptendorf ist ein Putzbau mit Mansardwalmdach. Die Grundsteinlegung erfolgte im Jahr 1783. Im 20. Jahrhundert wurde an der südlichen Schmalseite ein eingeschossiger fünfachsiger Anbau errichtet. Noch Anfang des 20. Jahrhunderts war das Gutshaus Komptendorf von einem Wassergraben umgeben. Heute befindet sich eine Kindertagesstätte in dem Gutshaus. | weitere Bilder |
| 09125477 | Komptendorfer Dorfstraße 14 (Lage) | Wohnhaus                           | | BW             |
| 09125214 | Komptendorfer Dorfstraße 29 (Lage) | Wohnhaus mit Tordurchfahrtsgebäude | | BW             |
| 09125337 | Roggosener Straße (Lage)           | Sowjetischer Ehrenfriedhof         | | BW             |

### Neuhausen
| ID-Nr.   | Lage                | Bezeichnung                 | Beschreibung | Bild           |
| -------- | ------------------- | --------------------------- | --- | -------------- |
| 09125227 | Mühlenstraße (Lage) | Schloss mit Landschaftspark | Das Schloss Neuhausen wurde im Kern Ende des 16. Jahrhunderts errichtet. Der Landschaftspark südlich des Gebäudes wurde Mitte des 18. Jahrhunderts angelegt. In den 1760er Jahren wurde der Westflügel angebaut, der Nordflügel wurde 1935 abgerissen. Zwischen 2004 und 2006 wurden an dem Schloss erste Restaurierungsarbeiten vorgenommen. Nachdem das Gebäude 2015 von einem Ehepaar gekauft wurde, erfolgten weitere Sanierungsarbeiten in Verbindung mit einem Innenausbau. | weitere Bilder |

### Sergen
| ID-Nr.                           | Lage                       | Bezeichnung                                  | Beschreibung | Bild                   |
| -------------------------------- | -------------------------- | -------------------------------------------- | --- | ---------------------- |
| 09125379                         | Am Schloßteich (Lage)      | Gutshaus                                     | | BW                     |
| 09125376 Wikidata                | Dr.-Sauer-Straße (Lage)    | Kapelle und Gefallenendenkmal, auf dem Anger | Die Kapelle in Sergen entstand im Jahr 1837 als Patronatskirche. Im Jahr 1992 wurde das Gebäude erstmals saniert, weitere Baumaßnahmen wurden zwischen 2007 und 2016 durchgeführt. Die Kapelle ist ein Bau im Stil der Schinkelschule (Berliner Rundbogenarchitektur). Vor der Kapelle steht seit 1921 ein Gefallenendenkmal. | weitere Bilder         |
| 09126125 Teilobjekt zu: 09125376 | Dr.-Sauer-Straße (Lage)    | Taufengel                                    | | BW                     |
| 09125589 Teilobjekt zu: 09125376 | Dr.-Sauer-Straße (Lage)    | Kriegerdenkmal                               | | Kriegerdenkmal         |
| 09125380                         | Dr.-Sauer-Straße 28 (Lage) | Villa Sauer mit Garten                       | Die Villa Sauer und der angrenzende Garten wurden im Jahr 1926 gebaut. | Villa Sauer mit Garten |
| 09125564 Teilobjekt zu: 09125380 | Dr.-Sauer-Straße 28 (Lage) | Villengarten                                 | | BW                     |